# Lov na jelene (1972.)
Lov na jelene, hrvatski dugometražni film iz 1972. godine.